# AXA손해보험
AXA손해보험(영어: AXA General Insurance)은 대한민국에서 운영하는 AXA그룹 산하의 손해보험 회사이다.

## 역사
보험 대리점이나 모집인 없이 회사와 계약자가 바로 거래하는 다이렉트 보험을 주력으로 한다. 2000년 '코리아Direct'의 사명으로 대한민국 온라인 보험시장에 진출한다. 2001년 교보생명에 인수되어 교보자동차보험으로 사명을 변경한다. 2007년 5월, 1817년 설립된 프랑스 최대 보험사인 AXA가 교보생명의 지분 74.7%를 인수하면서 사명을 교보AXA자동차보험으로 변경하였다. 매각가격은 양사가 밝히지 않기로 합의했으나 업계에서는 1000억원 수준으로 추측했다. 2007년 당시 대한민국의 시장 점유율이 전체 자동차보험시장의 4%, 온라인시장에서는 가장 높은 30%였던 교보자동차보험의 영업망을 기반으로 악사가 선진 노하우를 전수하고 공격적인 영업을 한다면 전체 자동차보험시장에 큰 영향을 줄 수 있다는 판단이다. 악사는 1999년 일본에 진출한 뒤 온라인자동차보험 1위 업체로 자리잡은 경험도 가지고 있어 성공 노하우를 가져올 수 있었다. 2008년 다시 사명을 교보AXA손해보험으로 변경한다. 2009년 교보생명의 지분 50%가 AXA에 넘어가고 사명을 AXA손해보험으로 변경한다. 2012년 에르고다음다이렉트손해보험(현 BNP 파리바 카디프손해보험)을 인수했다가, 2014년 에르고다음다이렉트손해보험을 BNP 파리바에 매각한다.
2001년에 시작된 이래로 대한민국 최초의 다양한 서비스를 제공하고 있다. 30분 긴급출동 서비스 제도 도입을 시작으로, 1대1 전담 보상 직원제, GPS기반 파견 서비스, 3년 수리 보증 서비스, 마일리지 할인 자동차 보험 출시, 카카오톡을 통한 고객 서비스, 고객 생애 주기 맞춤형 상품 제안 등을 도입해 대한민국의 보험업계에서 선진 서비스를 도입하기 위해 노력해왔다. 현재 AXA손해보험이라는 이름으로 고객에게 다가가고 있다.
대한민국 보험시장에서 자동차보험 판매에만 주력했던 AXA손해보험은 2017년부터 일반·장기손해보험의 영업을 대폭 확대하기로 했다. 이를 위해 프랑스 본사로부터 250억원을 투자받는다는 계획이다. 이를 통해 2016년 12% 정도인 일반·장기손보 비중을 2020년까지 30%로 끌어올릴 계획이다.